# Soulce-Cernay
Soulce-Cernay is een gemeente in het Franse departement Doubs (regio Bourgogne-Franche-Comté) en telt 110 inwoners (2009). De plaats maakt deel uit van het arrondissement Montbéliard.

## Geografie
De oppervlakte van Soulce-Cernay bedraagt 8,9 km², de bevolkingsdichtheid is dus 12,4 inwoners per km².
De onderstaande kaart toont de ligging van Soulce-Cernay met de belangrijkste infrastructuur en aangrenzende gemeenten.

## Demografie
Onderstaande figuur toont het verloop van het inwonertal (bron: INSEE-tellingen).